# Fernando Folha
Fernando Folha, de son nom complet Fernando Manuel Parada Folha, est un footballeur portugais né le 18 janvier 1958 à Matosinhos. Il évoluait au poste d'attaquant.

## Biographie

### En club
Issu de la formation du Leixões SC, il découvre la première division portugaise en 1975 en disputant un match contre le CF Belenenses,,.
En 1979, il est transféré au Boavista FC, club qu'il représente durant deux saisons. Dans son passage dans le club de Porto, il remporte la Supercoupe du Portugal en 1979,,.
Lors de la saison 1981-1982, il est joueur du Benfica Lisbonne,,.
De 1982 à 1985, il évolue au Varzim SC,,.
Il effectue par la suite des passages qui ne durent qu'une saison : le Boavista FC, le SC Beira-Mar, le CD Trofense, le FC Felgueiras, le CD Estarreja et le SC Castêlo da Maia avec lequel il raccroche les crampons en 1991,,
Il dispute un total de 169 matchs pour 38 buts marqués en première division portugaise,. Au sein des compétitions européennes, il dispute 3 matchs en Coupe des clubs champions pour aucun but marqué, 2 matchs en Coupe des vainqueurs de coupe pour un but marqué et 4 matchs en Coupe UEFA pour aucun but marqué.

### En équipe nationale
International portugais, il reçoit une unique sélection en équipe du Portugal. Le 15 avril 1981, il joue une rencontre amicale contre la Bulgarie (match nul 1-1 à Porto).

## Palmarès
Boavista
- Supercoupe du Portugal (1) :
  - Vainqueur : 1979.